# 盎格魯-撒克遜藝術

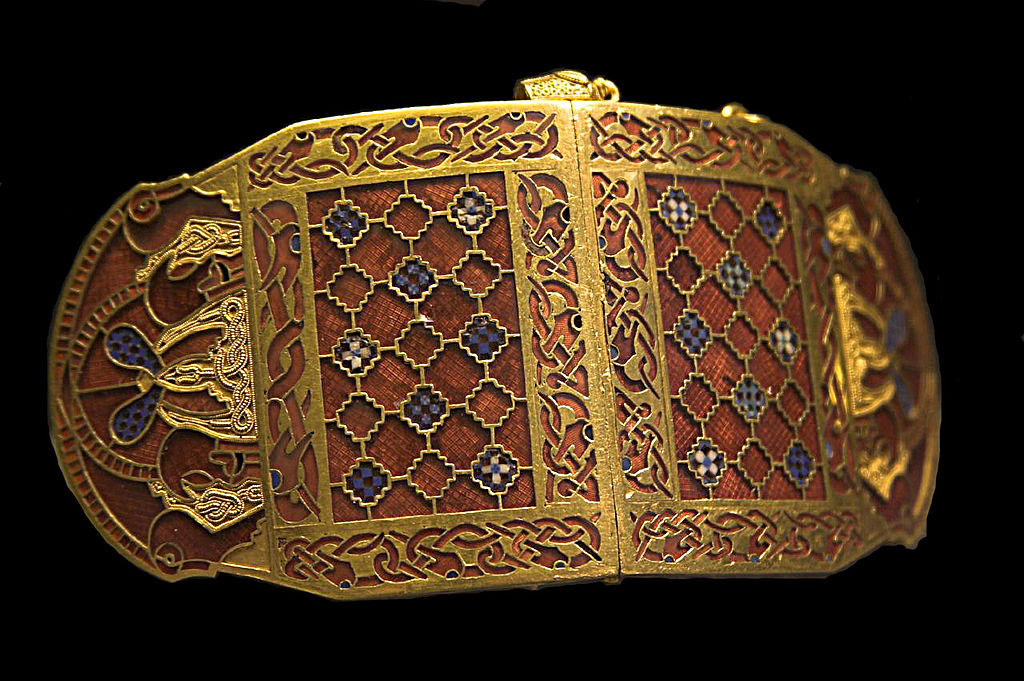
萨顿胡莊園出土的7世紀肩扣

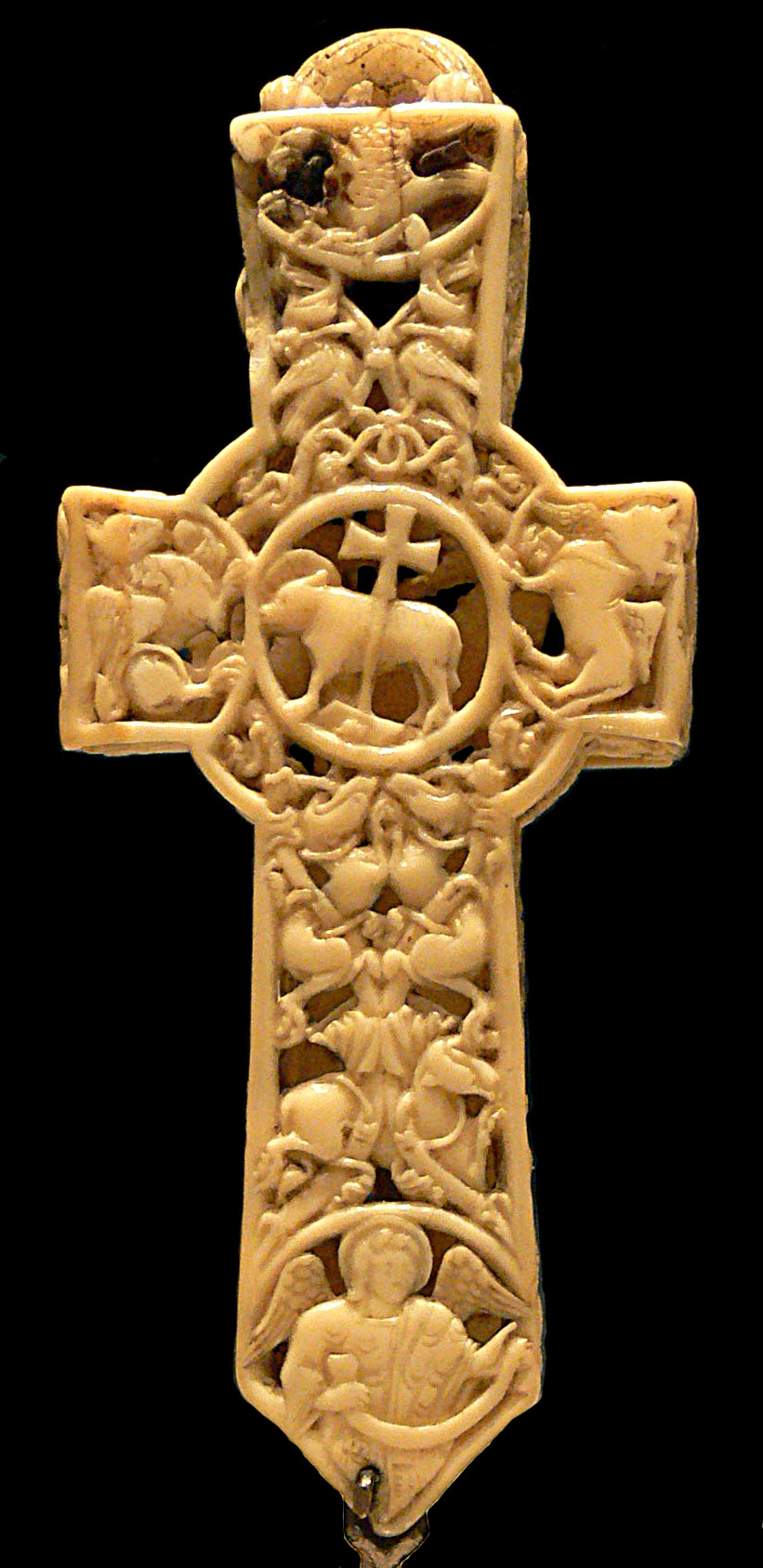
11世紀的海象牙製十字聖物箱，現存於維多利亞和阿爾伯特博物館

盎格魯-撒克遜藝術（英語：Anglo-Saxon art）涵蓋了英格蘭歷史上盎格魯-撒克遜時期的藝術，從歐洲民族大遷徙階段由5世紀盎格魯-撒克遜人從歐洲大陸帶來的風格開始，到1066年諾曼人征服由盎格魯-撒克遜人構成的民族國家英格蘭之事件爲止。這一時期，盎格魯-撒克遜人的精妙藝術在北歐多地的影響早已不容小覷。在其風格活躍的時間跨度當中，7世紀、8世紀的作品尤爲傑出（這其中包括了萨顿胡莊園的金屬製品與珠寶和許多做工精緻的書本），而950年間維京人入侵後發生的英格蘭文化復興時期該藝術風格的最終階段亦可圈可點。而在諾曼征服成功之時，從盎格魯-撒克遜藝術到羅馬式藝術的轉型已基本完成。盎格魯-撒克遜藝術的中心分佈在諾森布里亞王國一帶的英格蘭邊緣地區，在早期更以南部海岸的威塞克斯王國、肯特郡爲主。
今天，這一藝術風格的派生作品多數見於泥金裝飾手抄本、盎格魯-撒克遜建築、象牙製品與用金屬等原料製作的工藝品。其中，盎格魯-撒克遜時期的英倫刺綉儘管存世量極少、仍被公認爲歐洲最精美的針織工藝品（廣汎意義上，同期的藝術品「贝叶挂毯」則被認爲是英格蘭刺綉的另一種形式）。在這一時期的歐洲多數地區，金屬製品被視作盎格魯-撒克遜文明最負盛譽的藝術形式，但此類工藝品時至今日并無存世。在諾曼統治者抵達的初期，盎格魯-撒克遜教堂、修道院與貴族自家的財物均遭到大量洗劫。諾曼征服之前北歐諾斯人的搶掠與之後發生的英格蘭宗教改革時間也同樣對這一文明的遺產造成了損毀。盎格魯-撒克遜風格偏好光亮與色彩，參透其被發掘出土、飽經風霜的殘存工藝品亦需要相當的想象力。
贝叶挂毯被認爲是最廣爲人知的盎格魯-撒克遜藝術作品，由遵循傳統風格的英格蘭藝術家所作、一位盎格魯-諾曼人所資助。盎格魯-撒克遜藝術家們的作品形式亦涵蓋了濕壁畫、石刻、牙雕、骨雕（如弗蘭克斯盒）、金屬工藝（如富勒胸針）、玻璃製品與琺琅等等。許多作品經由後世的考古挖掘與幾個世紀以來的代代相傳而存留至今，以歐洲大陸上教堂中的古董爲主（這主要緣于維京人、諾曼人及在宗教改革時期的破壞偶像主義者洗劫后的英格蘭除了書籍與可供考古的遺址之外所剩無幾）。

## 脚注
1. ↑  Dodwell (1982)'s Chapter 1 gives a detailed analysis of the various causes of destruction of works of art, especially metalwork
2. ↑  Wilson, 10–11; Dodwell (1982), chapter 2